# 茨城県道505号桜川土浦潮来自転車道線
茨城県道505号桜川土浦潮来自転車道線（いばらきけんどう505ごう さくらがわつちうらいたこじてんしゃどうせん）は、茨城県桜川市から土浦市を経て、潮来市に至る自転車道の県道である。

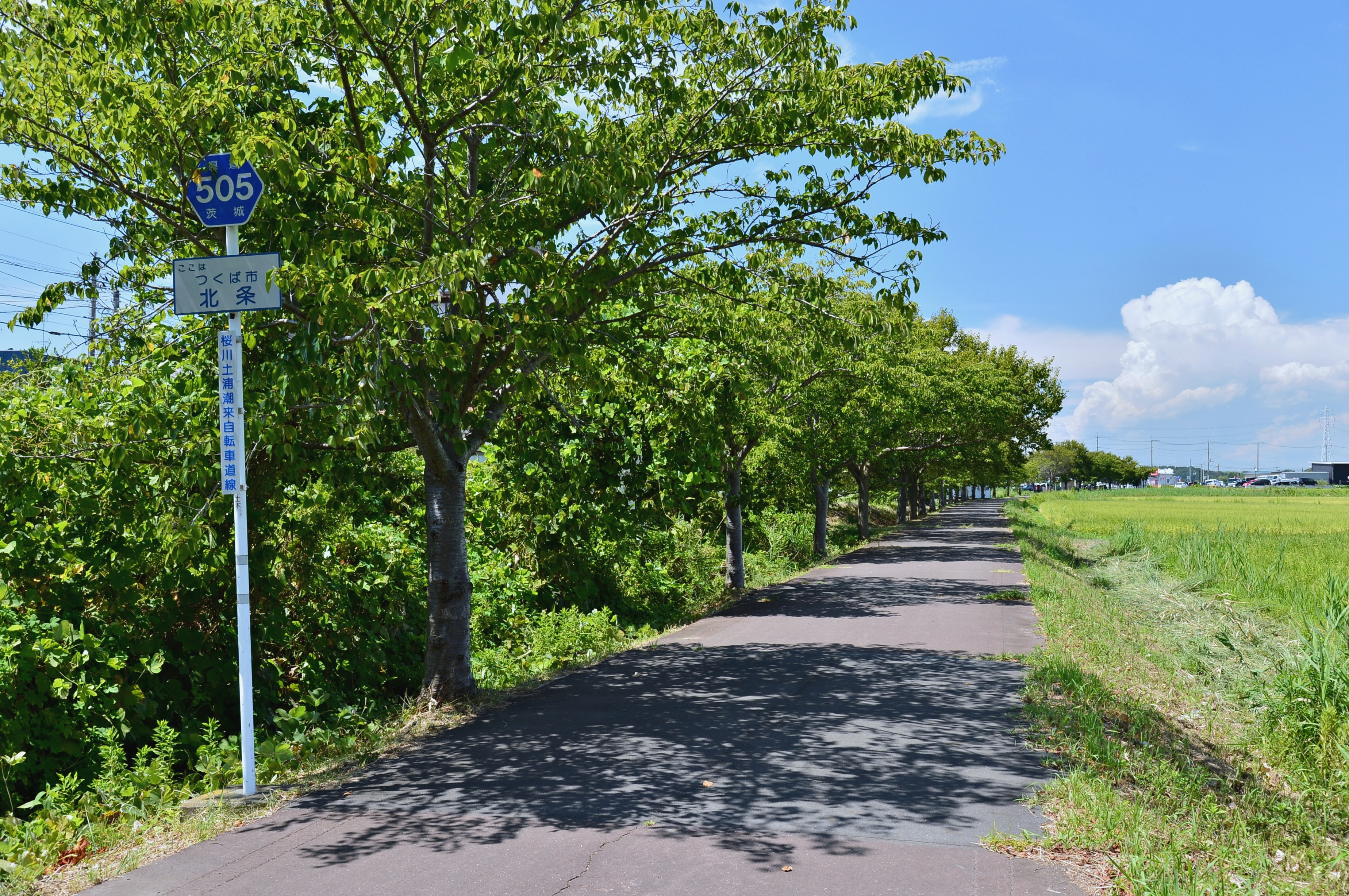
茨城県道505号桜川土浦潮来線（つくば市北条、2018年8月）。路面が周辺土地よりも盛り上がっているのは、旧・筑波鉄道筑波線の線路敷き（築堤）を、そのまま自転車専用道路として転用したためである。

## 概要
2016年（平成28年）4月1日に認定された茨城県で最も新しい自転車歩行者道の一般県道で、東日本旅客鉄道（JR）水戸線の岩瀬駅前（桜川市）からJR常磐線の土浦駅（土浦市）付近を経て、霞ヶ浦（西浦）北岸及び東岸の霞ヶ浦湖畔を半周して、水郷北斎公園（潮来市）に至る、延長81.3 kmの大規模自転車道である。自転車歩行者専用道路としての整備は発展途上にある。主な通過地は、桜川市犬田から同市本木、真壁町古城、つくば市北条、土浦市藤沢、虫掛、川口、かすみがうら市牛渡、坂、田伏、さらに霞ヶ浦大橋を渡り、行方市玉造甲、麻生、潮来市永山である。
成り立ちは、JR岩瀬駅を起点とし、つくば市内を経由して土浦市街地を終点とした自転車道路線である県道桜川土浦自転車道線（愛称：つくばりんりんロード）と、潮来市内を起点とし、行方市、かすみがうら市を経て土浦市街地を終点とした自転車道路線である県道潮来土浦自転車道線（通称：霞ヶ浦自転車道）の両路線を統合して県の認定を受けたもので、茨城県が整備を進める大規模サイクリングロードである「つくば霞ヶ浦りんりんロード」の一部を構成する路線であり、日本を代表し、世界に誇りうる「ナショナルサイクルルート」にも指定されている。線形は、全体的にアップダウンの無い平坦なサイクリングロードとなっている。

### 路線データ
- 起点：桜川市犬田字北栗1304番8地先（JR岩瀬駅前）[3]
- 終点：潮来市牛堀字海端51番1地先（水郷北斎公園入口・茨城県道5号竜ヶ崎潮来線交点）[3]
- 重要な経過地：つくば市、土浦市、かすみがうら市、行方市[4]
- 総延長：54.052 km[5]（左記は令和5年茨城県道路現況調書のデータを示すが、平成28年路線認定時の道路区域延長は、81,350 mである[3]。）
- 重用延長：1.745 km[5]
- 実延長：52.307 km[5]
- 最大幅員：50.0 m[3]
- 最小幅員：2.2 m[3]

## 歴史
1992年（平成4年）以来、茨城県では筑波山麓から霞ヶ浦（西浦）湖岸にかけて、「つくばりんりんロード」と「霞ケ浦自転車道」という自転車道を県道の路線に認定して整備していたが、2016年（平成28年）6月に、平成28年度から平成32年度までの5年間を計画期間とする、行政と民間事業者やNPO団体、大学などの民間が一体的に主体となって取り組んでいくための指針である「水郷筑波サイクリング環境整備総合計画」を策定した。この「水郷筑波サイクリング環境整備総合計画」は、岩瀬駅から土浦市内を経由して霞ヶ浦を周遊し、潮来駅まで結ぶ総延長約180 kmの大規模サイクリングコースとなる「（仮称）水郷筑波サイクリングコース」および、北浦・筑波山周辺の14市町村を対象とした水郷筑波地域において、地域の特性を活かした「回遊性のあるサイクリング」をテーマに、サイクリングを核に、豊かな自然や歴史的・文化的資産など様々な地域資源を結びつけ、東京圏からの優れたアクセス性を活かしながら、誰もが多様にサイクリングを楽しむことができる、日本一のサイクリング環境の構築を目指していくというものである。
県道桜川土浦潮来自転車道線は、総合計画に基づいて、茨城県と沿線の14市町村によって進められていた水郷筑波サイクリング環境整備事業で、（仮称）水郷筑波サイクリングコースを整備していくことを具現化するために、サイクリングコースの一部に含まれていた県道桜川土浦自転車道線と県道潮来土浦自転車道線の2路線を一体のものとするため、2016年（平成28年）3月31日に廃止、翌4月1日に統合して誕生した路線である。公式な愛称名である「つくば霞ヶ浦りんりんロード」は、水郷筑波サイクリング環境整備総合計画策定委員会と水郷筑波サイクリング環境整備事業推進検討会が2015年（平成27年）に行った公募の中から候補を10案に絞り、さらに2016年（平成28年）6月8日から22日までの期間に一般から投票を募って、同年7月15日に決定されたもので、県の広報でも（仮称）水郷筑波サイクリングコースから切り替えて使用されている名称である。
道路そのものも繋がっていなかった「つくばりんりんロード」と「霞ケ浦自転車道」の2つのコースは、2016年（平成28年）11月25日に、土浦市内で双方の道路端部が一本につながり、桜川・潮来間の81.0 kmの全線開通を記念し、茨城県の橋本昌知事や沿線市長のほか、リオ・パラリンピック自転車競技銀メダリストの藤田征樹が参加した開通式典が催された。

### 年表
- 1992年（平成4年）1月23日：前身路線にあたる岩瀬土浦自転車道線（整理番号501）が認定される[12]。
- 2000年（平成12年）10月19日：前身路線にあたる牛堀土浦自転車道線（整理番号504）が認定される[13]。
- 2001年（平成13年）4月1日：牛堀土浦自転車道線から潮来土浦自転車道線に路線名を改称[14]。
- 2016年（平成28年）
  - 3月31日：前身路線の、桜川土浦自転車道線（整理番号501）と潮来土浦自転車道線（整理番号504）が廃止される[15]。
  - 4月1日
    - 新規路線として、桜川土浦潮来自転車道線（整理番号505）が認定される[4]。
    - 道路区域は、桜川市犬田（岩瀬駅前） - 潮来市牛堀（水郷北斎公園入口・県道竜ヶ崎潮来線交点）の81,350 m区間が指定される[3]。
    - 桜川市犬田 - 本木、大曽根 - 東飯田 - 真壁町上小幡 - 真壁町長岡 - 真壁町白井 - 真壁町桜井 - 真壁町古城 - 真壁町田 - 真壁町羽鳥 - 真壁町東山田 - 真壁町椎尾 - 真壁町酒寄、つくば市上大島、国松 - 筑波、沼田、神郡、漆所、杉木 - 小沢 - 北条 - 小田 - 大形 - 田土部 - 土浦市高岡 - 藤沢、上坂田、下坂田、虫掛、常名 - 田中町 - 殿里、真鍋、かすみがうら市牛渡、志度崎、坂 - 田伏、行方市玉造、玉造手賀、橋門、島並、潮来市永山の各区間を自転車・歩行者専用道路として供用開始[16]。

  - 7月14日：行方市橋門地内の一部区間を供用開始 [17]。
  - 11月25日：土浦市湖北二丁目地内の区間が供用され、つくばりんりんロードと霞ケ浦自転車道がつながる[10]。
- 2017年（平成29年）
  - 6月12日：かすみがうら市牛渡字浜下 - 同字町田を自動車道として整備供用開始[18]。
  - 11月9日：桜川市真壁町酒寄地内の1.066 km区間を、道路幅員を3.0 mから5.5 mに拡幅する区域に指定[19]。
- 2018年（平成30年）10月4日：土浦市手野町字谷原（259 m）を自転車・歩行者専用道路に指定し、供用開始[20]。
- 2019年（令和元年）7月4日：土浦市湖北二丁目（304 m）、土浦市手野町（242 m）の区間を自転車・歩行者専用道路に指定[21]。
- 2021年（令和3年）
  - 3月25日：桜川市真壁町酒寄字〆盡 - 同市真壁町酒寄字金井の一部（計1,220 m）を、自転車・歩行者専用道路に指定[22]。
  - 7月1日：土浦市手野町地内の一部（215 m）を、自転車・歩行者専用道路に指定[23]。

## 路線状況

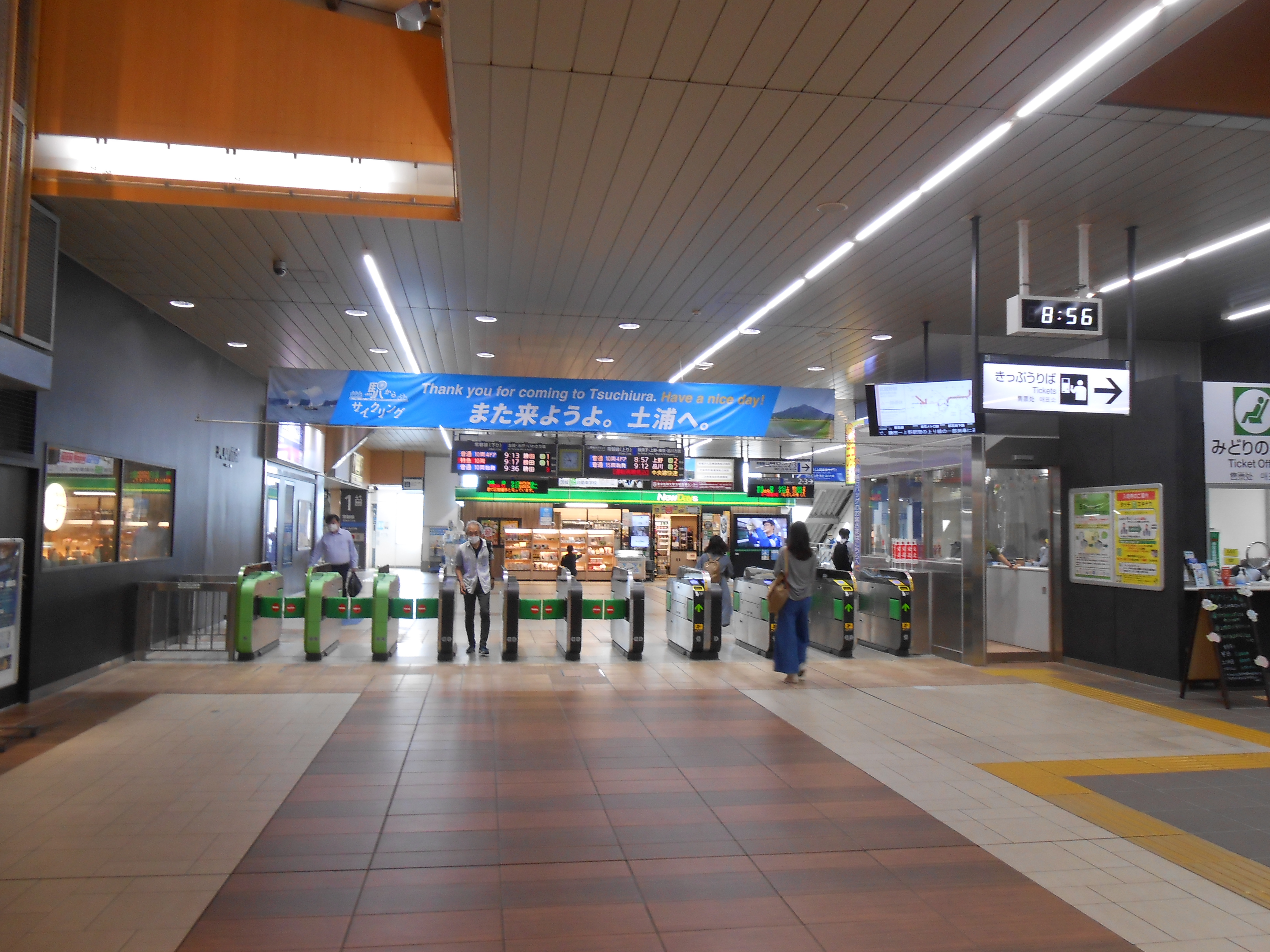
常磐線土浦駅の改札口。天井付近の垂れ幕に「駅からサイクリング」と記載されている。

自転車歩行者専用道路や交通量が少ない湖岸の道路を主体に構成される。
コースは大きく2つの区間に分けられ、桜川 - 土浦間が「つくばりんりんロード」区間、土浦 - 潮来間が「霞ケ浦自転車道」区間という。
かつて、「つくばりんりんロード」と「霞ケ浦自転車道」を結ぶ土浦市街地内の接続経路は明確ではなかったが、本県道の路線認定に伴って同市を流れる新川沿いを経路とする接続ルートが決定されている。市街地ではルートを外れないように、案内看板の設置や、舗装面に青いラインと進行方向を示す矢羽のペイントが施されて、利用者にわかりやすくする配慮がなされている。また、JR常磐線交差部（石田架道橋）は、自転車道がアンダーで交差する形態をとっており、舗装面には上下進行方向別に色分けされたペイントが行われている。
つくば - 土浦間の「つくばりんりんロード」は自転車歩行者専用道路である。この区間で交差する一般道路との交差点では、自転車道優先と自動車道優先と優先度が異なる交差点がそれぞれ混在し、数では自転車優先交差点の方が多数を占める。路線統合以前から自動車道との交差箇所において、県では自転車道側の一旦停止から自転車道を従道路から主道路とする自動車道側の一旦停止とする交差点改良工事を進めているほか、特に車両が多い区間では安全対策として交差点の立体化も検討している。
茨城県では、本路線を含む「つくば霞ヶ浦りんりんロード」を一般に広く活用してもらうために、沿道の7市で構成する水郷筑波広域レンタサイクル事業実行委員会が主催する「水郷筑波広域レンタサイクル事業」で自転車のレンタルも行っている。冬季の12月・1月・2月を除いて、7カ所ある貸出所から事前予約制で自転車が貸し出されており、貸出場所以外の所でも借りた自転車を返却することもできる。
当自転車道を含む「つくば霞ヶ浦りんりんロード」は2019年に始まったナショナルサイクルルート制度により第一回の指定で指定された。ルートは岩瀬駅から潮来駅までの当自転車道に加えて、霞ケ浦の南岸や、国道354号の以北の霞ケ浦の沿岸の市町村道等を含む。指定要件であるゲートウエイ施設には土浦港の「りんりんポート土浦」と土浦駅の「りんりんスクエア土浦」(プレイアトレ土浦)が指定されている。
桜川市酒寄地内の約1.4 km区間は、県道41号つくば真岡線の歩道と共存する区間であり、自転車走行の安全上と快適性から好ましくない環境にあったことから、平成28年度より幅員4 m（車道部3 m）の自転車専用道を整備する拡幅事業が継続的に行われている。

### 愛称（コース名称）
つくば霞ヶ浦りんりんロード
「つくばりんりんロード」と「霞ヶ浦自転車道」などを一体とした霞ヶ浦（西浦）を一周して、潮来 - 土浦から岩瀬まで結ぶ総延長約180 kmのサイクリングコースの名称。本県道路線は、その一部区間にあたる。茨城県と沿線の14市町村による「水郷筑波サイクリング環境整備事業」で整備を進めているサイクリングコース名を当初、（仮称）水郷筑波サイクリングコースとしていたが、さらなる知名度向上と日本国内外に広く周知を図るために、親しみやすいコース名称を公募・選定し、最終候補10案のインターネット投票結果を踏まえて、水郷筑波サイクリング環境整備推進検討会で検討して決定されたものである。
つくばりんりんロード
岩瀬 - 土浦間が1987年に廃止された旧筑波鉄道筑波線の線路敷跡地を活用して整備された、全線自転車歩行者専用道路の約40 km区間。かつての茨城県道501号桜川土浦自転車道線時代から続くコースの愛称名でもある。
霞ヶ浦自転車道
土浦 - 潮来間が霞ヶ浦（西浦）北に位置するかすみがうら市の湖岸沿いと、東に位置する行方市・潮来市の湖岸沿いの土手上に整備された「霞ケ浦自転車道」区間がある。かすみがうら市と行方市を結ぶ国道354号の霞ヶ浦大橋では、国道と経路を共有する。かつての茨城県道504号潮来土浦自転車道線時代から続くコースの通称でもある。

### 道路施設
つくばりんりんロード区間の沿道には、サイクリング利用者向けに旧筑波鉄道駅跡地を再利用した休憩所が6か所設けられている。一方の霞ヶ浦自転車道区間では、つくばりんりんロードにあるような専用の休憩施設はないが、歩崎公園など休憩などに利用できる公園施設が沿道に点在する。
つくばりんりんロード
- 岩瀬休憩所（桜川市犬田） - 駐車場、トイレ、レンタサイクル有。
- 雨引休憩所（桜川市本木） - 駐車場、トイレ有。
- 真壁休憩所（桜川市真壁町古城） - 駐車場、トイレ。近くの旧真壁郵便局跡にレンタサイクルがある。
- 筑波休憩所（つくば市北条） - 駐車場、トイレ、レンタサイクル有。
- 藤沢休憩所（土浦市藤沢） - 駐車場、トイレ有。
- 虫掛休憩所（土浦市虫掛） - 駐車場、トイレ有。

霞ケ浦自転車道
- 歩崎公園（かすみがうら市坂） - 駐車場、トイレ、レンタサイクル有。
- 高須崎公園（行方市玉造甲） - 駐車場、トイレ有。
- 天王崎公園（行方市麻生） - 駐車場、トイレ有。

イベントでは、霞ヶ浦湖岸の区間が、毎年6月に行われる「霞ヶ浦一周サイクリング大会」のコースの一部に利用されている。
 橋梁 
- 沼田二号橋（男女の川、つくば市筑波・沼田）
- 沼田一号橋（逆川、つくば市筑波・沼田・大貫）

## 地理
南北約80 kmの全線に渡って平坦であることが特徴で、起点がある岩瀬駅付近で標高が最も高く、中継地の土浦や終点がある潮来などの霞ヶ浦湖岸沿いで最も低くなり、その標高差は51 mある。日本百名山の一つに数えられる筑波山の展望や、水郷筑波国定公園にも指定された霞ヶ浦周辺では夏季に花を咲かせるハス田や、随一の景勝地である歩崎があるなど、美しい景観に直接触れることができるサイクリングレジャー環境に適した好立地にある。

### 通過する自治体
- 茨城県
  - 桜川市 - つくば市 - 土浦市 - かすみがうら市 - 行方市 - 潮来市

### 交差する道路
桜川市
- 茨城県道41号つくば益子線（桜川市犬田）
- 茨城県道343号木崎雨引線（桜川市本木）
- 茨城県道149号横塚真壁線（桜川市真壁町長岡）
- 茨城県道150号月岡真壁線（桜川市真壁町田）
- 茨城県道148号東山田岩瀬線（桜川市真壁町椎尾）
- 茨城県道41号つくば益子線（桜川市真壁町酒寄）

つくば市
- 茨城県道14号筑西つくば線（つくば市上大島）
- 茨城県道132号赤浜上大島線（つくば市上大島）
- 茨城県道14号筑西つくば線（つくば市上大島）
- 茨城県道138号石岡つくば線（つくば市北条）
- 茨城県道19号取手つくば線（つくば市北条）

土浦市
- 茨城県道201号藤沢荒川沖線バイパス（土浦市高岡）
- 茨城県道201号藤沢荒川沖線（土浦市藤沢）
- 茨城県道199号小野土浦線（土浦市虫掛）
- 国道125号（土浦市真鍋2丁目・真鍋1丁目）
- 茨城県道263号土浦港線（土浦市川口2丁目）

行方市
- 国道354号（行方市玉造）

### 沿線
- 筑波山
- 小田城跡（つくば市小田）
- 川口運動公園（土浦市川口）
- かすみがうら市水族館（かすみがうら市坂） - 歩崎公園内
- 道の駅たまつくり/観光物産館こいこい（行方市玉造甲）